# Strategus longichomperus
Strategus longichomperus är en skalbaggsart som beskrevs av Brett C.Ratcliffe 1976. Strategus longichomperus ingår i släktet Strategus och familjen Dynastidae. Inga underarter finns listade i Catalogue of Life.